# سمیر موسایف
سمیر موسایف (انگلیسی: Samir Musayev؛ زادهٔ ۱۷ مارس ۱۹۷۹) بازیکن فوتبال اهل جمهوری آذربایجان است.
از باشگاه‌هایی که در آن بازی کرده‌است می‌توان به باشگاه فوتبال توران تووز، باشگاه فوتبال باکو، باشگاه فوتبال قره‌باغ، باشگاه فوتبال سیمرغ زاقاتالا، و باشگاه فوتبال آزال باکو اشاره کرد.
وی همچنین در تیم ملی فوتبال جمهوری آذربایجان بازی کرده‌است.